# Eoeuludong
Eoeuludong även kallad Uhwudong, född 1440, död 1480, var en koreansk adelskvinna. Hon var centralfigur i en berömd skandal. 
Hon var en medlem av den adliga (Yangban) familjen Bak, och gift med prins Yidong Taegang. Hon separerade från sin make på grund av otrohet och då hon levde separerad från sin make blev hon känd som artist (kisaeng), och sin förmåga som sångerska, diktare och dansös. 
Hon ställdes så småningom inför rätta för äktenskapsbrott. Hon åtalades för att ha haft samlag med ett stort antal manliga partners, bland dem hovfunktionärer, medlemmar av kungahuset och slavar. Hon dömdes som skyldig och avrättades. Vid denna tid ägde en försämring av kvinnors rättigheter rum i Korea under inflytande av konfucianismen, som gradvis ledde till en total könssegregering för adliga kvinnor. En kraftfull förföljelse av kvinnor som begått äktenskapsbrott ägde rum som en del av denna process vid den här tidpunkten, en utveckling som 1513 slutligen ledde till dödsstraff för kvinnligt äktenskap och en total separation av adliga kvinnor från alla kontakt med män utanför familjen. En rad högprofilerade fall ägde rum, bland dem fallen mot Yu Gam-dong, Geumeumdong och Dongja, men åtalet mot Eoeuludong var den kanske mest berömda. 